# Método Reid
Método Reid é uma técnica de interrogação policial foi desenvolvida na década de 1950 nos Estados Unidos por John E. Reid, um psicólogo, poligrafista e ex-policial de Chicago. Esse método é reconhecido por aplicar uma intensa pressão sobre o entrevistado, seguida por expressões de simpatia, compreensão e assistência, onde o objetivo é antecipar a possibilidade de uma confissão. O método teve um uso massivo na década de 1970, desde então tem sido amplamente utilizado por departamentos de polícia nos Estados Unidos.

## História
Em 1955, em Lincoln, Nebraska, Reid desempenhou um papel crucial ao obter a confissão do suspeito Darrel Parker no caso do assassinato de sua esposa. Essa situação contribuiu significativamente para solidificar a reputação de Reid e para a crescente popularidade de seu método.

## Descrição
O Método Reid é dividido em três fases, iniciando-se com a análise dos fatos, seguida da Entrevista de Análise do Comportamento e confrontação.
Análise dos Fatos: Nesta fase, os investigadores examinam os detalhes disponíveis sobre o crime e o suspeito. Isso envolve revisar evidências e informações para desenvolver uma compreensão sólida dos eventos em questão.
Entrevista de Análise do Comportamento: Durante esta etapa, os interrogadores usam técnicas para observar o comportamento do suspeito durante o questionamento. Isso inclui avaliar a linguagem corporal, as respostas emocionais e outras pistas comportamentais para determinar a possível culpabilidade ou inocência.
Confrontação: Se, com base na análise dos fatos e na entrevista de análise do comportamento, os investigadores acreditam que o suspeito está escondendo informações ou sendo desonesto, eles podem confrontá-lo de maneira estratégica para incentivar uma confissão.

## Nove Passos
Os nove passos de interrogatório da técnica Reid são:
1 - Confronto positivo. Informe o suspeito que as provas levaram a polícia até o indivíduo como suspeito. Ofereça à pessoa uma oportunidade antecipada de explicar por que a ofensa ocorreu.
2 - Tente transferir a culpa do suspeito para outra pessoa ou conjunto de circunstâncias que levaram o suspeito a cometer o crime. Ou seja, desenvolver temas contendo razões que justifiquem ou justifiquem psicologicamente o crime. Os temas podem ser desenvolvidos ou alterados para encontrar um ao qual o acusado seja mais responsivo.
3 - Tente minimizar a frequência de negativas suspeitas.
4 - Nesse momento, muitas vezes o acusado vai dar um motivo pelo qual não cometeu ou não pôde cometer o crime. Tente usar isso para avançar em direção ao reconhecimento do que eles fizeram.
5 - Reforce a sinceridade para garantir que o suspeito seja receptivo.
6 - O suspeito ficará mais quieto e ouvirá. Mova o tema da discussão para oferecer alternativas. Se o suspeito chorar neste momento, deduza culpa.
7 - Coloque a pergunta alternativa, dando duas opções para o que aconteceu; um mais socialmente aceitável que o outro. Espera-se que o suspeito escolha a opção mais fácil, mas qualquer que seja a alternativa escolhida, a culpa é admitida. Há sempre uma terceira opção que é sustentar que eles não cometeram o crime.
8 - Levar o suspeito a repetir a admissão de culpa diante de testemunhas e desenvolver informações fundamentadas para estabelecer a validade da confissão.
9 - Documente a admissão ou confissão do suspeito e peça-lhe que prepare um depoimento gravado (áudio, vídeo ou escrito). Assim converta a confissão oral em escrita.

## Riscos
Os criadores do Método Reid, desenvolvido para obter confissões de indivíduos culpados, defendem sua eficácia, refutando a possibilidade de que esse método possa induzir falsas confissões em pessoas inocentes. Contudo, até o momento, não foram encontradas evidências científicas que respaldem a validade desse procedimento. Além disso, diversos cientistas discordam desse tipo de técnica de interrogatório, argumentando que existe um alto risco de provocar autoincriminações falsas.